# Râul Valea Lacului, Goești
Râul Valea Lacului este un curs de apă, afluent al râului Goești. 